# Pop metal
Il pop metal (o lite metal) è un sottogenere dell'heavy metal, riconosciuto come la sua forma più commerciale, che prese piede durante gli anni ottanta. Il genere rappresenta sostanzialmente gran parte della scena hard & heavy americana commerciale negli anni ottanta, e fu largamente responsabile per l'esplosione commerciale dell'heavy metal in quel periodo, grazie alla sponsorizzazione da parte del canale televisivo MTV e delle radio. 
Le sonorità pop metal erano predominanti nel movimento hair/glam metal, anche se questi termini vengono talvolta utilizzati approssimativamente come sinonimi. Ad essere precisi, mentre il pop metal è una vera e propria sonorità, diverse band parte del movimento hair/glam metal potevano suonare heavy metal classico e hard & heavy senza alcuna particolare componente pop.

## Storia

### Anni '70: le origini
Già nel primo periodo di vita della musica heavy metal durante la prima metà degli anni settanta, i gruppi americani avevano dimostrato la tendenza ad uno stile più accessibile rispetto alle controparti britanniche. Le origini del pop metal possono quindi essere rintracciate principalmente negli States già nella metà degli anni '70, quando alcuni gruppi iniziarono a coniugare l'hard & heavy con le sonorità più aperte e melodiche della musica pop. 
Alcune delle formazioni che più rappresentarono questa corrente furono gli statunitensi KISS, gli Starz, gli Angel, i Cheap Trick, o i britannici Sweet che si presentarono come i precursori del genere. Tuttavia, altri gruppi hard rock anni '70 come Aerosmith, Alice Cooper e AC/DC ebbero un'innegabile influenza sul pop metal, anche se il gruppo che più ispirò la nascita di questo stile furono i Kiss. La musica dei Kiss era semplice e trascinante, ed il loro aspetto teatrale era una loro parte essenziale. Poi seguirono i Van Halen, che con il loro rock festaiolo ed il loro chitarrista virtuoso, posero le basi per molte band pop metal che seguirono. 
Altri ispiratori del genere furono alcuni gruppi provenienti dalla scuola dell'hard rock melodico americano, i primi esponenti della musica AOR degli anni '70 come Foreigner, Boston e Journey, che ebbero una maggior influenza su quei gruppi che introdussero elementi particolarmente melodici e di ispirazione AOR durante gli anni '80.

### Anni '80

#### Prima ondata: la diffusione (1983-'86)
Nei primi anni '80, il canale televisivo MTV contribuì fortemente all'ascesa della musica heavy metal: secondo il Billboard magazine, fu proprio il canale musicale a scoprire il genere nel 1984. Il mercato ad esso dedicato passò dall'8 % nel 1983 al 20% nel 1984. Questo decennio rappresentò infatti il periodo in cui l'heavy metal cominciò a scalare le classifiche iniziando ad affermarsi come genere mainstream. Il pop-metal diverrà quindi il nome della forma di heavy metal più popolare degli anni 80; tuttavia all'epoca questo termine non era diffuso, ed i critici, come MTV e altri media, in genere si limitavano a definirlo semplicemente e genericamente come heavy metal. In realtà, alcune riviste come il Billboard magazine iniziarono ad utilizzare il termine attorno alla metà del decennio. Inoltre il pop metal, sebbene all'epoca non pienamente riconosciuto come termine, era lo stile di heavy metal anni '80 che i critici prendevano maggiormente in considerazione come riferimento, a parte i gruppi anni '70 come Led Zeppelin e Black Sabbath.
Questo genere era considerato il discendente diretto del cosiddetto arena rock, una corrente relativa all'hard rock e all'heavy metal che prese piede a partire dalla metà degli anni '70, caratterizzata dall'introduzione di elementi di facile presa (cori trascinanti, ritmi semplici, produzioni di qualità, power ballads, ecc), che segnò l'avvicinamento di questi generi alla scena commerciale. Comunque, a differenza dell'arena rock, i gruppi pop metal adottarono un look più distintivo e caratteristico, questo per via della costante esposizione mediatica, ed in particolare proprio sul canale musicale MTV.
Prendendo ispirazione dalle band già citate, i gruppi di questa corrente enfatizzarono le strutture tipiche dell'heavy metal arricchendole con atmosfere pop. Nei primi anni ottanta, il genere iniziò a presentare in alcuni casi elementi di ispirazione new wave, in particolare per l'uso di sintetizzatori e della batteria elettronica, questi molto in voga nella musica anni ottanta in genere. Il pop metal era considerato il sottogenere più innocuo, meno "metallico", più melodico e meno "rumoroso", nel quale l'intento era quello di proporre delle strutture orecchiabili e dal potenziale commerciale. Nonostante risultasse aggressivo e rumoroso in superficie, era spesso caratterizzato da registrazioni e produzioni di qualità che lo portavano ad essere un genere "radiofonico" e mainstream. Era uno stile nel quale spesso il riff era lasciato in secondo piano rispetto al ritornello vocale, caratteristica che lo rendeva una musica da stadio e da classifica. Esso si distingueva nettamente da altre varianti più underground (alcune delle quali sviluppate in seguito) come il thrash, il death o il black metal, per le sue caratteristiche affini al pop (melodie, cori, voci in risalto nel mixaggio, stili vocali nel quale i testi potevano essere compresi, power ballads, ecc).
Il Sud della California divenne l'epicentro della musica heavy metal negli anni ottanta, e molti gruppi provenienti da altre parti degli States o dall'estero, si trasferirono in questa località nella speranza di ottenere un contratto discografico con una grossa major. La maggior parte di queste band, molte delle quali pop metal, era concentrata attorno a Los Angeles, ed alcune di queste adottarono un vestiario ispirato al glam rock, fenomeno principalmente britannico in voga nei primi anni '70, venendo così etichettate come glam metal band, per via della commistione tra le sonorità heavy metal (spesso pop metal) e un'attitudine e un abbigliamento ispirate a tale movimento. Tra i gruppi che meglio rappresentarono il glam metal vero e proprio, mescolandolo con un'attitudine tipicamente shock rock ispirata ad artisti anni '70 come KISS e Alice Cooper, ci furono senza dubbio i Twisted Sister e i Mötley Crüe. In ogni caso, il pop metal rappresentava sostanzialmente gran parte della scena heavy metal americana degli anni ottanta, o almeno la sua parte più popolare. La prima ondata di pop-metal, capeggiata da gruppi come Mötley Crüe, Quiet Riot, Dokken, Ratt e Twisted Sister non presentava però particolari richiami al vero e proprio pop, salvo lo storico disco dei Def Leppard Pyromania (1983), molto probabilmente il primo album di heavy metal melodico sotto questo aspetto. Infatti, la presenza di elementi fortemente pop variava da gruppo a gruppo, e furono proprio i Def Leppard a dare inizio alla versione dell'heavy metal smaccatamente commerciale con il loro album del 1983, il quale guidò il boom del genere negli anni successivi.
Comunque, uno tra i primi gruppi ad ottenere il maggior successo commerciale nel primo periodo furono i Quiet Riot, che, dopo la morte di Randy Rhoads, debuttarono nel 1983 con una nuova formazione, pubblicando lo storico Metal Health. Questo fu il primo album nella storia dell'heavy metal a raggiungere la prima posizione nelle classifiche statunitensi, trascinato dalla famosa hit "Cum On Feel the Noize" (cover degli Slade). Metal Health riuscì a vendere oltre 5 milioni di copie, un risultato incredibile per una band heavy metal. Molti altri gruppi heavy metal in generale, durante gli anni '80 strizzarono l'occhio al pop adattandosi a questo stile. Un esempio può essere rappresentato dai Van Halen che, oltre ad essere stati i precursori del genere stesso, divennero degli esponenti di questa corrente in particolar modo dal 1984, quando pubblicarono il disco 1984, contenente la famosa hit "Jump" e gli Europe con il loro terzo disco The Final Countdown.

#### Seconda ondata: il boom e la nascita del fenomeno hair metal (1986-'91)

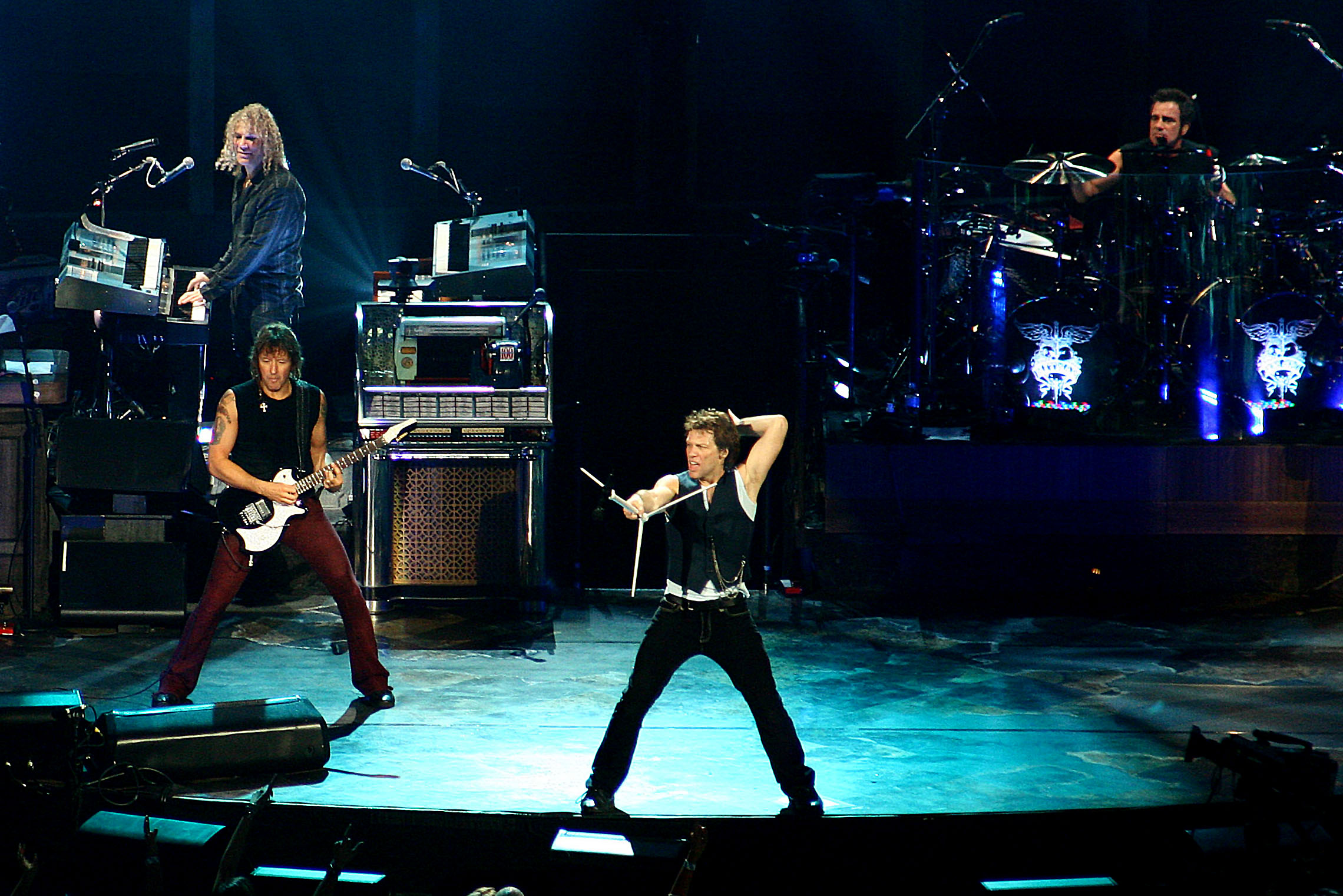
I Bon Jovi, una tra le band più rappresentative nell'ambito del pop metal, qui in concerto nel 2007

Furono molteplici i gruppi che, a partire dalla metà degli anni '80, si orientarono su questo genere, spesso per incrementare le vendite e il successo. Tra questi, figuravano anche importanti esponenti dell'heavy metal classico (svariati della NWOBHM) come Judas Priest, Europe, Raven, Saxon, Tygers of Pan Tang, Demon, Ozzy Osbourne, Accept, Savatage, Queensrÿche, Fifth Angel, Vicious Rumors, Loudness, M.S.G., Yngwie Malmsteen, Krokus, Fastway, Celtic Frost, ed altri gruppi hard rock già attivi dagli anni '70 come Aerosmith, Alice Cooper, KISS, Scorpions, Legs Diamond, Ted Nugent, Gary Moore, Whitesnake. Il genere infatti toccò il picco massimo a partire dalla metà del decennio, culminando nel boom dell'hair metal, verso la seconda metà del decennio stesso.
Nel dicembre del 1986, MTV incrementò notevolmente la diffusione della musica heavy metal avviando un programma speciale chiamato Headbangers Ball, che trasmetteva più videoclip del genere con una rotazione regolare. La risposta fu incredibile; Headbangers Ball divenne il programma di MTV più popolare, con 1.3 milioni di spettatori a settimana. Una volta che il genere ottenne questa grande diffusione, la sua popolarità e l'influenza crebbero vertiginosamente. Nel giugno 1987 il primo posto nella classifica album del Billboard era occupato da un album degli U2, ma i successivi quattro posti erano tenuti da band heavy metal (specie pop metal): Whitesnake, Bon Jovi, Mötley Crüe e Ozzy Osbourne. Per il resto del decennio, il metal si posizionava almeno a metà della classifica della TOP 20 degli album. La popolarità dell'heavy metal continuò ad incrementare durante il decennio. Il Billboard magazine riconobbe questa tendenza nell'economia della popular music statunitense come un cambiamento nella sottocultura metal: il genere aveva allargato il suo pubblico. Non era più una musica per soli ragazzini, ma si estese anche ad altri tipi di ascoltatori come i ragazzi del college, i pre-adolescenti, e più femmine.
Mentre gruppi popolari come Mötley Crüe e Ratt contribuirono a definire gli stilemi del pop metal nel primo periodo, nessuno impersonò lo stile meglio dei Bon Jovi e degli Europe con l’album The Final Countdown. Il loro successo non solo ridisegnò nuove tematiche e provocò delle imitazioni, ma per la prima volta fece guadagnare all'heavy metal una notevole esposizione radiofonica. I Bon Jovi nel 1986 pubblicarono Slippery When Wet, diventato il disco di riferimento per il suo genere. L'album portò il gruppo del New Jersey a diventare il più grande fenomeno da classifica degli ultimi anni ottanta, e segnò una svolta importante per il pubblico heavy Metal contribuendo ad estendere il genere anche a nuovi ascoltatori. Slippery When Wet e  The Final Countdown degli Europe diedero inizio all'epoca hair metal, dove il look fotogenico e le acconciature divennero importanti quanto la musica stessa per ottenere alti riscontri di vendita. L'hair metal rappresentò un boom, una forte tendenza, la diffusione di massa e la degenerazione del pop metal. Fu un periodo nel quale vennero adottati dei cliché, delle formule comuni, tra cui le più rilevanti furono l'abbigliamento e le acconciature caratteristiche, ma anche le produzioni di maggiore qualità, e l'enfatizzazione delle power ballad. Comunque, l'hair metal, contrariamente a pop o glam metal, all'epoca non era un termine riconosciuto, perciò da parte dei critici, così come nell'uso comune, veniva adoperata la definizione generica "heavy metal" per riconoscere tali gruppi e sonorità.
L'anno seguente, Hysteria dei Def Leppard fissò dei nuovi standard, dove presero piede produzioni più morbide ed enormi vendite, ribadendo la diffusione di massa dell'hair metal. Durante questo periodo, vista la crescente popolarità della musica heavy metal, il numero di questi gruppi cominciò più che a duplicarsi. Altre importanti band di questa scuola che raggiunsero un elevatissimo successo furono, White Lion, Winger, Skid Row, Cinderella, Poison e Warrant. Verso la fine degli anni '80, i gruppi pop metal cominciarono a fare molto affidamento sulle power ballad. Non tutte le band pop-metal successive si adattarono pienamente alla formula dell'hair metal; gruppi come Guns N' Roses, Tesla e Skid Row spesso presentavano sonorità più graffianti, mentre band come gli Extreme si rivelarono imprevedibili ed eclettiche.

### Anni '90

#### L'avvento del grunge e il declino
Il pop/hair metal declinò nei primi anni '90, già a partire dal 1991, a causa del sopravvento del fenomeno musicale grunge. Un articolo sul Q Magazine una volta scrisse ai suoi lettori che "il successo più grande di Kurt Cobain fu quello di aver distrutto l'hair metal". Ironizzando, molte band grunge o alternative rock, che avevano fatto strada professando atteggiamenti anticonformisti, si trovarono poi in contraddizione, firmando contratti con le più grandi case discografiche. Al contrario, molte band pop metal, ormai considerate "fuori moda" e snobbate da fan, critici e major discografiche, si ritrovarono costrette a firmare con piccole etichette indipendenti durante il decennio senza successo.
Il fenomeno grunge infatti provocò lo scioglimento e il declino di molte band della corrente. Svariati gruppi come Mötley Crüe, L.A. Guns, Extreme, Warrant, Lita Ford, Vixen, Danger Danger, BulletBoys, Wildside e molti altri, paradossalmente decisero di indirizzarsi proprio su sonorità affini al grunge e/o in genere all'alternative rock per non sprofondare ed evitare di venire scaricati dalle loro etichette, o per poter mantenere alto il numero di copie vendute malgrado l'abbandono da parte delle major, ma risultando spesso un fallimento. Altri gruppi annunciarono subito lo scioglimento, tra i quali Vain, Faster Pussycat, Pretty Boy Floyd, Bad English, Black 'N Blue, Britny Fox, Giant, Hurricane, Lizzy Borden, London, White Lion, Stryper, Nitro.